# Chyliza ocellaris
Chyliza ocellaris är en tvåvingeart som beskrevs av Shatalkin 1989. Chyliza ocellaris ingår i släktet Chyliza och familjen rotflugor. Inga underarter finns listade i Catalogue of Life.